# Hemigenia saligna
Hemigenia saligna là một loài thực vật có hoa trong họ Hoa môi. Loài này được Diels mô tả khoa học đầu tiên năm 1904.